# Boek van de natuur
Het Boek van de natuur is een religieus en filosofisch concept dat de natuur ziet als een boek dat – naast de Bijbel – gelezen kan worden als een bron van Godskennis. God kan gekend worden door twee middelen. De eerste is de Schepping (het boek van de natuur) en de tweede de Bijbel (het goddelijk woord). Het bestuderen van het boek van de natuur bracht mensen tot de overtuiging van het bestaan van God. Bij wie bovendien de Bijbel las, werd die overtuiging nog groter. De natuur is hier niet primair een terrein voor onderzoek door wetenschappers, maar het terrein voor religieuze overdenking. Het boek van de natuur is, net als de Bijbel, een onderwerp van exegese. De aanvang van het gebruik van deze metafoor vangt aan in de periode van het vroege christendom en heeft zijn hoogtepunt in de zeventiende eeuw. Vanaf de achttiende eeuw wordt het concept van het Boek van de natuur steeds minder gehanteerd.

## In de periode van het vroege christendom
De gedachte dat de schepping vergelijkbaar is met een boek, een vorm van een schouwtoneel, gaat terug op bronnen binnen de klassieke filosofie, op de Bijbel en op geschriften van kerkvaders. Daarbij werd vooral verwezen naar vele passages uit de Bijbel. Een van de meest geciteerde is een passage uit Psalm 19. De hemel verhaalt van Gods majesteit, het uitspansel roemt het werk van zijn handen. De term het Boek van de natuur, liber naturae, was al sinds de oudheid een veel gebruikte uitdrukking.
Het eerste gebruik van de metafoor van dit boek wordt toegeschreven aan Antonius (251-356), de vader van het kloosterleven. Een bezoeker zou Antonius gevraagd hebben hoe hij het in zijn bestaan als kluizenaar toch zonder boeken kon stellen. Het antwoord van Antonius was Mijn boek is de gehele natuur, en ik kan dat boek lezen wanneer ik wil. Expliciete formuleringen omtrent een boek van de natuur zijn verder te vinden in werken van onder meer Basilius van Caesarea (330-379), Gregorius van Nyssa (ca. 335- na 394), Johannes Cassianus (360/370 – 435), Johannes Chrysostomus (ca. 345 -407), Efrem de Syriër (306-373) en Maximus Confessor (580-662).
 Augustinus (354-430) hanteerde de term in zijn polemiek tegen het manicheïsme. Hij voerde zowel de Bijbel als het boek van de natuur op als getuigen van de almacht van God. In een commentaar op Psalm 45 schreef hij Laat de heilige schrift voor jou een boek zijn, opdat je deze dingen hoort. Laat de wereld voor jou een boek zijn, opdat je deze dingen ziet. In die boeken kunnen alleen zij de dingen lezen die de letters kennen; in het boek van de wereld kan ook de ongeletterde lezen.

## In de middeleeuwen
De metafoor werd ook in de middeleeuwen vaak gehanteerd. Alanus van Rijsel (ca. 1225 – 1274) beschouwde ieder schepsel als een te lezen boek. Bonaventura (1221-1274) en Hugo van Sint-Victor (ca. 1097 – 1140/1141) benadrukten dat het universele begrip voor het boek van de natuur verzwakt werd door de realiteit van het bestaan van menselijke zonde. De Bijbel heeft een vorm van een helende functie over het boek van de natuur. Het herkennen van God in de natuur is geen gemakkelijke opgaaf. Zij introduceerden een derde boek, het Boek van het Kruis. Daarin werd Christus en zijn incarnatie vergeleken met een boek dat gelezen moet worden om tot een juist begrip van de andere twee boeken te komen. Hugo van Sint-Victor benoemt in zijn werk De Arca Noe Morali drie boeken. Het eerste is alles wat door menselijke activiteiten ontstaat. Het tweede boek is de schepping door God en het derde is Wijsheid zelf. Christus als de geïncarneerde Wijsheid heeft hier de rol van de Heilige Schrift waarvan hij de vervulling is. Dat boek heeft een binnen – en een buitenkant. De eerste kant vanwege zijn onzichtbare goddelijkheid en de tweede vanwege zijn zichtbare menselijkheid. Dit zijn formuleringen die ontleend kunnen zijn aan Ezechiël 2:9-10. Toen zag ik, en ziet, er was een hand tot mij uitgestoken; en ziet, daarin was de rol van een boek. En Hij spreidde die voor mijn aangezicht uit; en zij was beschreven voor en achter en Openbaringen 2. En ik zag in de rechterhand van Hem Die op de troon zat, een boekrol, van binnen en van buiten beschreven.

### Raimundus Sabundus
Het perspectief van Raimundus Sabundus (ca. 1385 – 1436) verschilde al van eerdere middeleeuwse theologen. In zijn Theologia Naturalis sive Liber Creaturarum schreef hij dat kennis van het boek van de natuur het de lezer mogelijk maakt om op onfeilbare wijze en zonder veel moeite alle waarheden omtrent geschapen zaken, de mensheid en God te weten. Het boek van de natuur vertelt volgens hem alles dat noodzakelijk is voor onze morele opdracht, zodat door het lezen van dat boek de verlossing kan worden bereikt. Het is volgens Sabundus dankzij de kennis van het boek van de natuur dat lezers de inhoud van de Bijbel kunnen begrijpen. Ieder wezen is slechts is slechts een letter geschreven door de vinger van God op een wijze die zorgt dat alle letters tezamen een manuscript vormen. Sabundus schrijft dat de twee boeken elkaar niet tegenspreken. Zij verschillen ook niet in hun inhoud. Zij verschillen wel op de manier waarop die inhoud onderwezen en bewezen wordt. Het boek van de natuur onderwijst door middel van een rationele demonstratie terwijl de Schrift gebaseerd is op de autoriteit van God en de mens onderwijst door middel van voorschriften, geboden en vermaningen. Voor de eerste keer in de opvattingen omtrent het boek van de natuur kan in het werk van Sabundus gelezen worden dat er een eigen morele doctrine in de natuur bestaat en het boek daarvan min of meer autonoom van de Schrift bestaat. 
Zijn werk kwam dan ook onder de aandacht van de kerkelijke censuur. Het had tot gevolg dat het werk in 1559 door paus Paulus IV op de index van de kerk geplaatst werd. Enkele jaren later hief paus Pius IV het verbod op met de kanttekening dat in volgende drukken een juist geachte theologische nadere verklaring zou staan.

## In de vroegmoderne tijd in de Republiek
De Vroegmoderne Tijd is de periode waarin de metafoor het meest gebruikt wordt. Met name in Engeland en de Republiek wordt vele malen aan het boek van de natuur gerefereerd. 
Al in de Nederlandse Geloofsbelijdenis van 1561 staat in artikel 2. (redactie 1619)
Wy kennen Hem door twee middelen. Ten eersten door de scheppinge, onderhoudinge ende regeringhe der gheheele werelt: overmits de selve voor onsen ooghen is als een schoon boec, in welcke alle schepselen, groote en de kleyne, ghelijck als letteren zijn, Die ons de onsienlicke dinghen Gods gheven te aenschouwen, namelijck sijn eeuwighe Moghentheyt, ende Godtheyt, als d’Apostel Paulus seght, Rom. 1, 20, welcke dinghen alle ghenoechsaem zijn om de menschen te overtuyghen ende haer alle onschult te benemen. Ten tweeden geeft hij Hem-selven ons noch claerder ende volcomelijcker te kennen door sijn heylich ende Goddelic woort: te weten soo vele als ons van noode is in desen leven, tot sijnder eeren ende de salichheyt der sijner
In de Republiek diende iedereen die een openbaar ambt bekleedde de geloofsbelijdenis te onderschrijven. Bij alle mogelijke verschillen over vraagstukken op het gebied van theologie, filosofie en natuuronderzoek was dit een richtinggevende gedachte. De Republiek was dan ook tot in de achttiende eeuw een Europees centrum voor natuuronderzoek. 

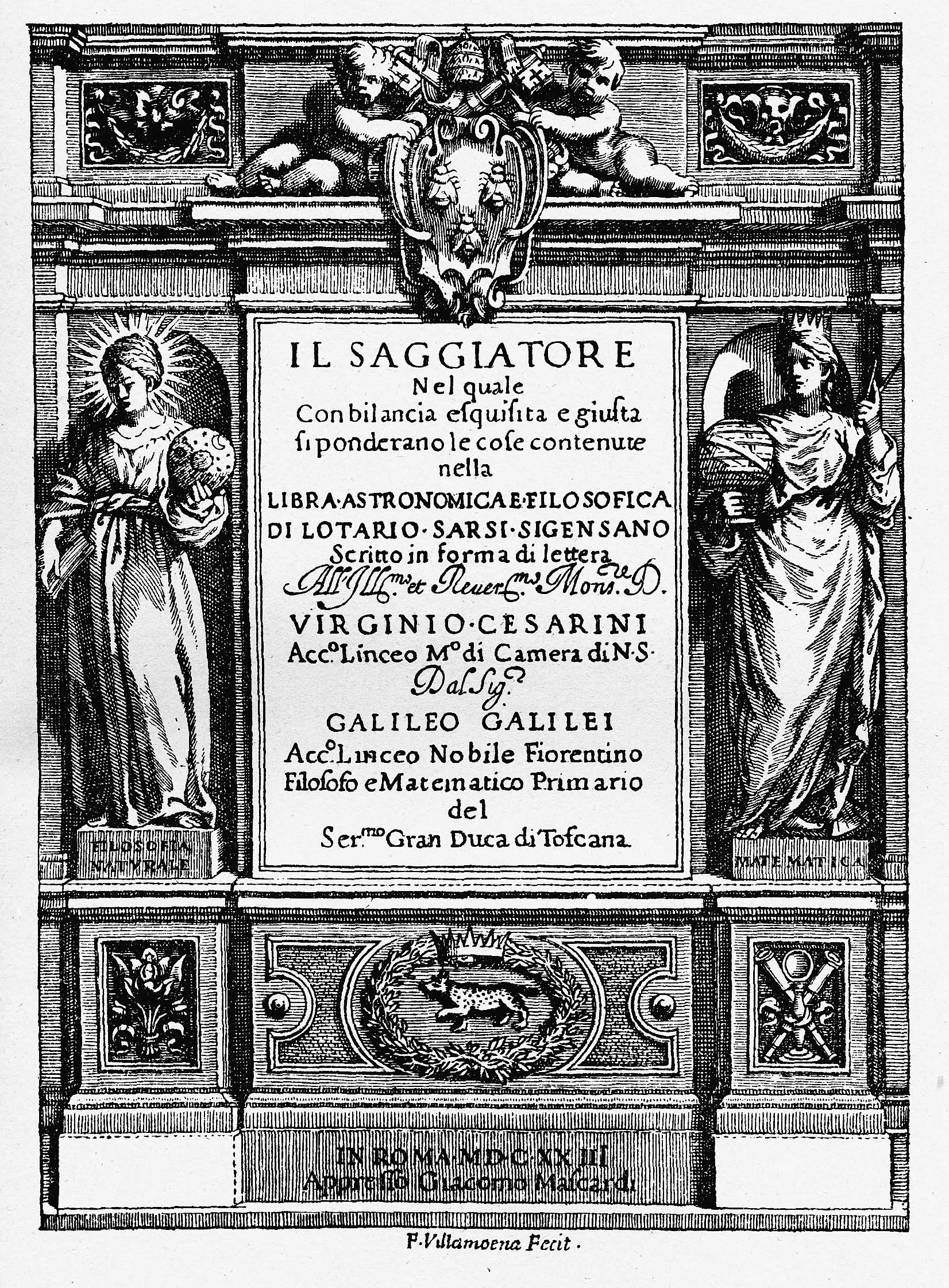
Francesco Villamena's titelplaat voor Galilei's Il Saggiatore, uitgegeven in 1623 door de Accademia dei Lincei te Rome.

In 1623 publiceerde Galileo Galilei (1564- 1642) echter zijn werk Il saggiatore (De keurmeester). Hij breekt hierin met de augustijnse traditie van de vijfde eeuw dat het boek van de natuur door iedereen gelezen kan worden, ook door ongeletterden. Hij schreef: Het boek kan niet begrepen worden als men niet eerst de taal en de letters leert waarin het geschreven is. Het boek is geschreven in de taal van de wiskunde en zijn letters zijn driehoeken, cirkels en andere geometrische figuren en zonder die [ kennis] is het menselijk onmogelijk ook maar een enkel woord [van het boek] te begrijpen.
Descartes (1596-1650) stelde als, grondlegger van het rationalisme, dat kennis gebaseerd kan zijn op het denken alleen. Zijn scheiding van theologie en filosofie ging tot een eigen domein voor natuuronderzoekers leiden. Er was in de Republiek aanzienlijke tegenstand tegen zijn opvattingen. Voetius (1589- 1676) en zijn aanzienlijke aanhang verkondigden dat de filosofie ondergeschikt moest blijven aan de theologie en de natuurwetenschappen in overeenstemming moesten blijven met de Schrift. De weg van Descartes zou volgens hem leiden tot materialisme en atheïsme. Voetius was in 1655 ook de aanstichter van censuur jegens het boek van Isaac La Peyrère over de preadamieten, die stelde dat niet alle volkeren van Adam en Eva zouden afstammen en er mensen voor Adam geleefd zouden hebben. Een aan het Utrechtse gemeentebestuur aangeboden memorandum van Voetius, sprekend namens zijn faculteit, was voor dat stadsbestuur reden om het boek van La Peyrère in hun stad te verbieden. Deze censuur bracht de Staten-Generaal ertoe om hetzelfde te doen. Ondanks het verbod op publicatie en verkoop verscheen in 1661 toch een Nederlandse vertaling van het werk.

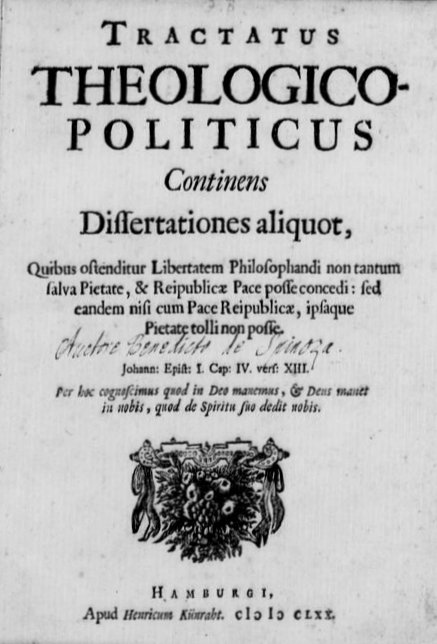
Titelblad van de eerste uitgave van Tractatus theologico-politicus van Spinoza, zogenaamd gedrukt in Hamburg, maar in werkelijkheid in Amsterdam door Israël de Paull. Het godsdienstig-staatkundig vertoog.

Dat verbod had ook niet de publicatie verhinderd in 1660 van de Nederlandse vertaling van De vera aetate mundi van Isaac Vossius (1618-1689) onder de titel Discours van de rechten ouderdom der wereldt. Op basis van de Chinese chronologische traditie stelde hij vast dat de toen meest geaccepteerde berekening van James Ussher, die de Schepping had gedateerd in 4004 v.Chr. en de zondvloed in 2348 v.Chr. onmogelijk juist kon zijn. Hij concludeerde tevens dat de zondvloed hoogstens een plaatselijk verschijnsel moest zijn geweest. De Bijbel vertelde geen universele geschiedenis maar slechts het regionaal begrensde relaas van een volk.
Spinoza (1632-1677) formuleerde dat de orde van de natuur vast en onveranderlijk was. De gevolgtrekking was dat de wetten van de natuur in oudtestamentische tijden dezelfde moesten zijn als in zijn tijd. Spinoza stelde bijvoorbeeld dat de regenboog die God in Genesis voor Noach in de wolken stelde net als in de zeventiende eeuw het resultaat moest zijn van de breking van zonnestralen in waterdruppels. De in de Bijbel beschreven wonderen zijn nu onmogelijk en door het vaste en onveranderlijke karakter van de orde van de natuur waren ze ook in de periodes die de Bijbel beschrijft onmogelijk. Wonderen zijn bij Spinoza niet een bewijs van goddelijke macht maar van menselijke onwetendheid. Zijn axioma deus sive natura (God of Natuur) waarbij de wereld een onderdeel is van het goddelijke maakt ook ieder debat over twee afzonderlijke boeken Gods irrelevant. 
Een meerderheid van de onderzoekers in de Republiek bleef echter in de zeventiende eeuw uitgaan van de opvatting van de natuur als een te ontcijferen boek. Swammerdam (1637- 1680, een van de beroemdste Europese geleerden van zijn tijd, bleef zijn hele leven overtuigd van die opvatting. De schepping is het boek der Natuur, de Bybel van natuurelyke Godsgeleerdheid ... waarin GODS Onzienelykheid sigtbaar wordt.
De opvatting dat het boek van de natuur onderdeel uitmaakt van twee bij elkaar behorende boeken van God wordt ook door de dichter Jacob Cats tot uitdrukking gebracht.
Een heeft seer wel geseyt: God heeft twee groote boeken
Daer veel te vinden is voor die maer wil soecken
Het eerst is 't Heylig woord, het tweede Godes werken
saer er in yeder mensch veel wonders kan bemerken
Want soo het bey gelijck met oordeel wordt bedacht
het een leert sijnen wil, het tweede sijne Macht

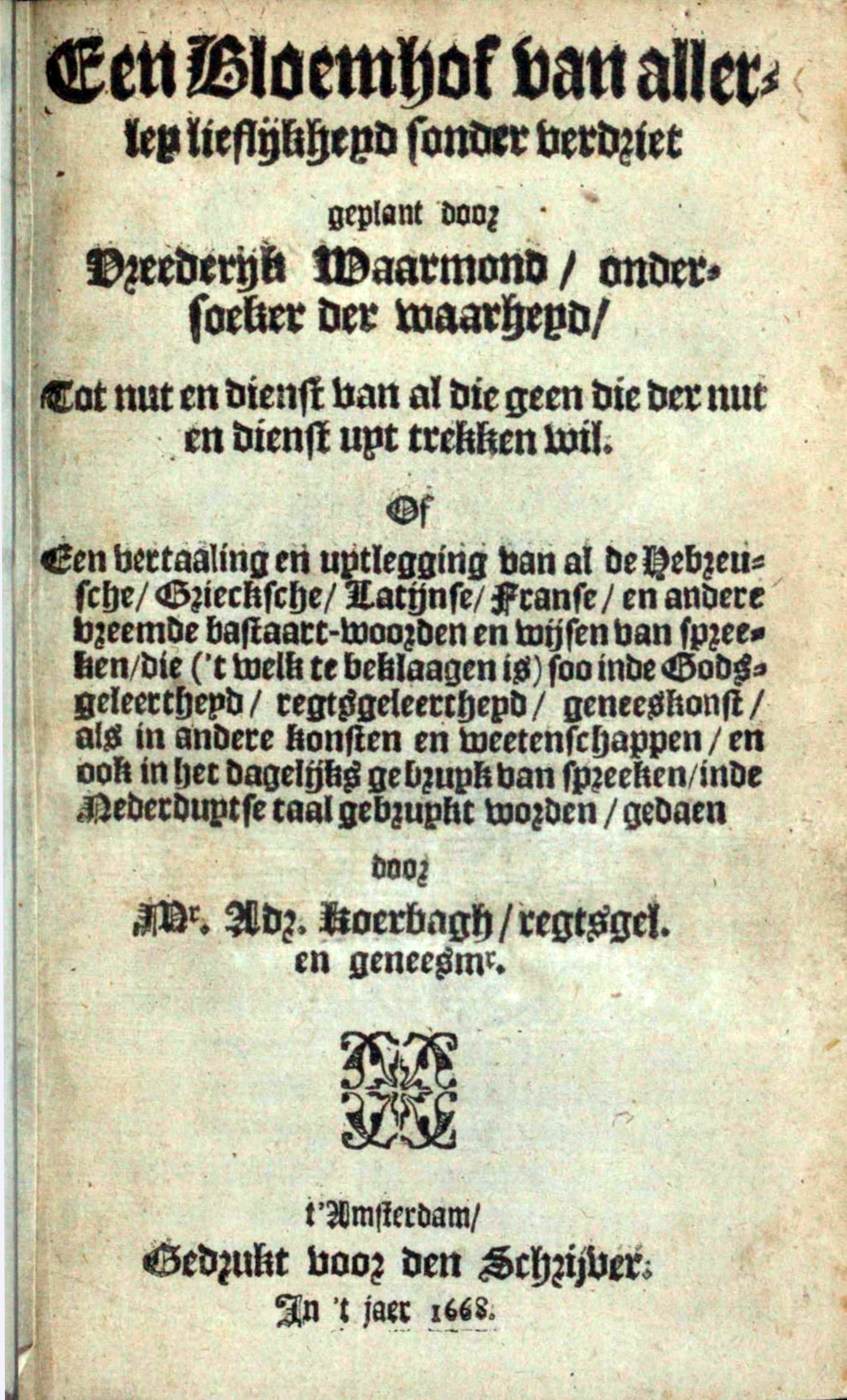
Een Bloemhof van allerley lieflijkheyd sonder verdriet van Adriaan Koerbagh

Er kwam echter ook een toenemende groep onderzoekers in de Republiek tot de overtuiging dat het boek van de natuur niet kon worden uitgelegd en beschreven in termen die ontleend waren aan de Bijbel. Daaronder waren enkele met voor die tijd wel zeer radicale opvattingen. Het gevolg was dat deze ook geen rol speelden in het debat in de Republiek. De arts Cornelis Bontekoe (1640-1687) (echte naam Cornelis Dekker) was van opvatting dat de notie dat er godskennis of godsdienstige lessen te leren zou zijn uit het boek van de natuur nergens op gebaseerd was. Hij beschreef op spottende wijze predikanten voor wie het boek van de Schrifture niet genoeg is om Gods kerk te onderwijzen en de gewoonte hebben van sich te bedienen van bewijsredenen die zij halen uit het boek der Nature, ‘t welck, om serieus te spreken even so veel is of sy seiden uit het boek van Tureluur.

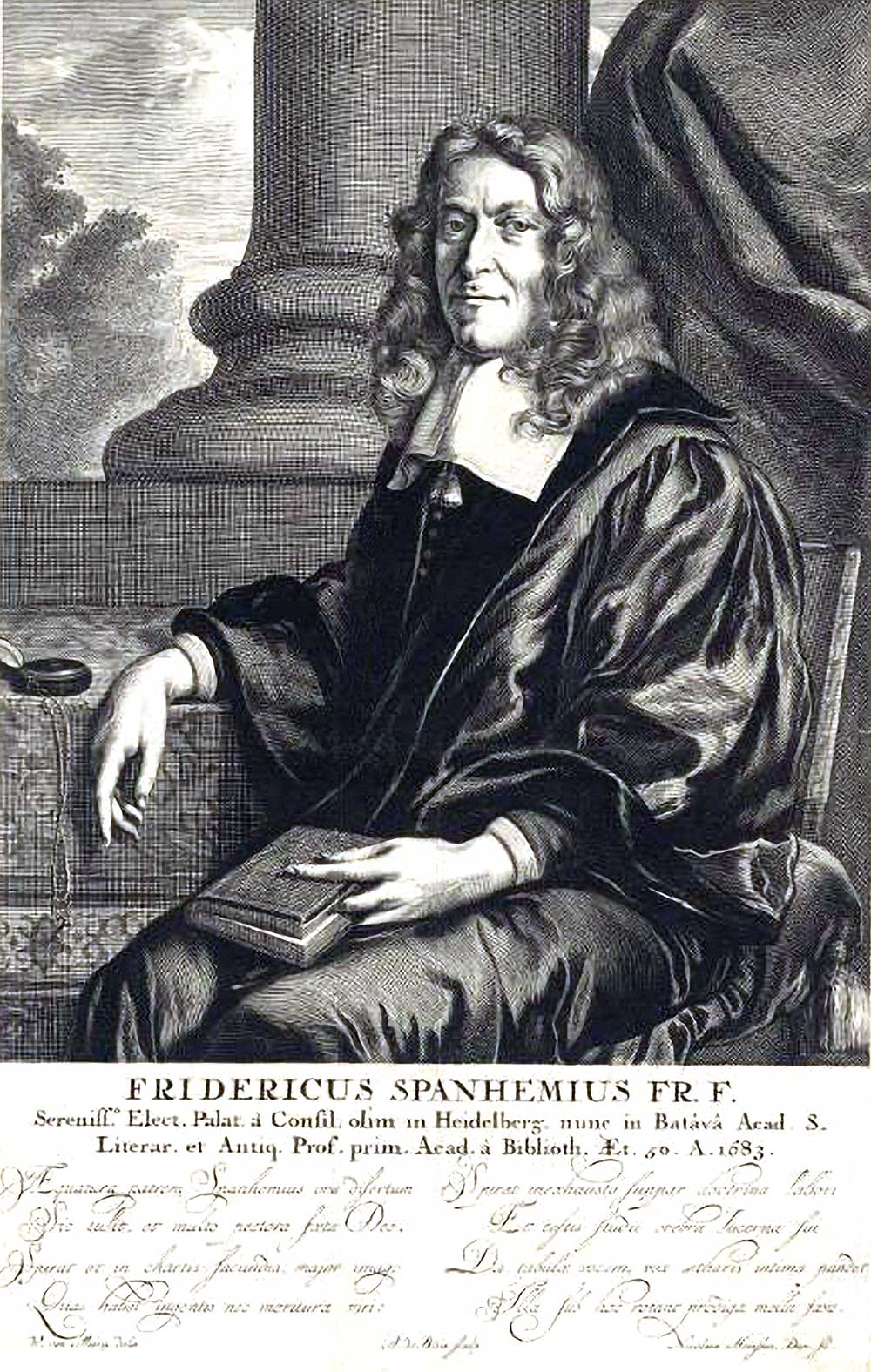
Friederich Spanheim

Adriaan Koerbagh (1633-1669) was de auteur van Een Bloemhof van allerley lieflijkheyd sonder verdriet. Hierin kende hij aan de Bijbel niet meer waarde toe dan aan de verhalen van Van den vos Reynaerde en Tijl Uilenspiegel. Het woord Bibel is een bastaard Grieks woord en betekent in 't algemeen een boek, 't zy wat voor een boek dat het is, al wast van reyntje de vos of uylenspiegel. Koerbagh werd veroordeeld tot tien jaar in het Rasphuis in Amsterdam, verbanning en een boete van 6000 gulden. Na enkele maanden in het rasphuis overleed hij, mede als gevolg van de omstandigheden daar. 
De eerste uitgave van Tractatus theologico-politicus van Spinoza in 1670 had een storm van kritiek veroorzaakt. Enkele jaren later ging het gerucht dat Spinoza mogelijk een nieuw werk zou uitbrengen. Dit was een van de redenen dat de Leidse hoogleraar theologie Friederich Spanheim in 1675 een aantal preken hield waar van de tekst in 1677 gebundeld werd onder de titel, Den atheist of God-verloochenaar overtuycht in vier predikatien over de woorden Psalm 14 v.i. De dwaes seght in sijn herte, daer is geen Godt, gedaen in de Franse kerck tot Leyden. Spanheim was van mening dat de Republiek in zeer ernstige geestelijke nood verkeerde. Anders echter dan Voetius vroeg Stanheim niet om maatregelen als het verbod op publicaties. Het probleem bij het atheïsme was dat het van alle tijden was en dat atheïsten hun overtuiging vooral in hun hart droegen. Het atheïsme was een verborgen kranckheyt. Atheïsten moesten eerst de Schrift verwerpen en niet geloven in het bestaan van Christus. Zij moeten daarnaast ook ontkennen dat dese Godt overal sichtbaer is, en dat alle wonderen dat het oogh siet ... sijn eere verkondigen, en dat sijn eeuwige kracht en Goddelijckheyt uyt de schepselen doorsien en verstaen worden. En volgens Spanheim kon niemand ontkennen dat de Schepping het bestaan van een voorzienige God bewees. 
Volstrekt anders dan opnieuw Voetius gebruikte Spanheim ook toen recente natuurwetenschappelijke inzichten. Hij gaat uitgebreid in op het wonder van de bloedsomloop en prijst de verbeteringen aan de microscoop. Die verbeteringen hadden zaken duidelijk gemaakt over bijvoorbeeld het oneyndigh getal van klevne vaetjens, veseltjes en kliertjes gemaect, daer af de wonderen noch alle niet bekent zijn. Dat maakte de almacht van God alleen maar groter. Gods bestaan blijkt uit dit boeck der natuure, daer soo een fraeye samenvoeging van schepselen in gevonden wordt, als soo veele letteren die een verwonderlijcke sin maken. Voor theologen als Voetius en de hele Nadere Reformatie van die tijd konden de Bijbel en Bijbelse noties niet ter discussie staan. Spanheim gaat wel uitgebreid in op het werk van bijvoorbeeld Vossius over onder meer de ouderdom van de aarde en de zondvloed. Hij beroept zich slechts in geringe op de autoriteit van de Schrift. Hij hanteert de strategie dat wie de Schrift verwerpt zich altijd nog kan laten overtuigen door argumenten uit het boek van de natuur. Stanheim is hiermee een theoloog die het uitgangspunt van de Nederlandse geloofsbelijdenis van de twee-eenheid van de beide boeken begint te relativeren. 
In de achttiende eeuw wordt de metafoor van het boek van de natuur al veel minder gehanteerd. De meer dominante opvattingen uit die eeuw worden wel aangeduid met het begrip fysicotheologie waarvan Bernard Nieuwentijt de grondlegger in Nederland was. Deze theologie heeft in belangrijke mate zijn basis, althans in Nederland en Engeland, in de nieuwe empirische natuurwetenschap (met name Robert Boyle) en het newtoniaanse wereldbeeld.